# Macon Blair
Macon Blair (nascut el 1974) és un director de cinema, productor, guionista, escriptor de còmics i actor nord-americà conegut pels seus papers a les pel·lícules Blue Ruin (2013) i Green Room (2015), així com el seu debut com a director I Don't Feel at Home in This World Anymore (2017).

## Vida i carrera
Blair va néixer a Alexandria, Virgínia, i va començar a treballar amb el seu amic de la infància Jeremy Saulnier el 2007 a la pel·lícula Murder Party. El 2013, va interpretar a Dwight Evans a la pel·lícula aclamada per la crítica Blue Ruin. El 2015, va protagonitzar la pel·lícula de Saulnier Green Room.
Blair va coescriure i protagonitzar la comèdia fosca Small Crimes protagonitzada per Nikolaj Coster-Waldau. Blair va fer el seu debut com a director a I Don't Feel At Home in This World Anymore. Es va estrenar al Festival de Cinema de Sundance 2017 i va guanyar el Gran Premi del Jurat d'aquest festival. Va ser llançada el 24 de febrer de 2017 per Netflix.
El 24 de març de 2019, es va anunciar que Blair escriuria i dirigiria un reboot de Toxic Avenger per a Legendary Pictures.
Blair també és autor de còmics i va crear còmics per a Marvel Comics i Dark Horse Comics. Juntament amb l'artista Joe Flood, va publicar la novel·la gràfica Long Road to Liquor City el 2019.
Està casat amb l'actriu Lee Eddy. Junts tenen dos fills, Buck i Sonny.

## Filmografia

### Cinema
| Any  | Títol                                      | Director | Guionista |
| ---- | ------------------------------------------ | -------- | --------- |
| 2013 | The Monkey's Paw                           | No       | Sí        |
| 2017 | I Don't Feel at Home in This World Anymore | Sí       | Sí        |
| 2017 | Small Crimes                               | No       | Sí        |
| 2018 | Hold the Dark                              | No       | Sí        |
| 2023 | The Toxic Avenger                          | Sí       | Sí        |
| 2023 | 57 Seconds                                 | No       | Sí        |
| 2024 | Brothers                                   | No       | Sí        |

Productor
| Year | Title                | Notes              |
| ---- | -------------------- | ------------------ |
| 2007 | Murder Party         | Productor executiu |
| 2011 | You Hurt My Feelings | Productor ajudant  |
| 2015 | Green Room           | Co-productor       |
| 2024 | Rebel Ridge          | Productor executiu |

Papers d'actor
| Any  | Títol                                      | Paper                      | Notes          |
| ---- | ------------------------------------------ | -------------------------- | -------------- |
| 2007 | Murder Party                               | Macon                      |                |
| 2011 | You Hurt My Feelings                       | Macon                      |                |
| 2012 | The Man from Orlando                       | Glenn                      |                |
| 2012 | Hellbenders                                | Macon                      |                |
| 2013 | Blue Ruin                                  | Dwight Evans               |                |
| 2015 | Green Room                                 | Gabe                       |                |
| 2016 | Gold                                       | Connie Wright              |                |
| 2017 | I Don't Feel at Home in This World Anymore | Noi del bar                |                |
| 2017 | Small Crimes                               | Scotty Caldwell            |                |
| 2017 | The Florida Project                        | John                       |                |
| 2017 | La sort dels Logan                         | Agent especial Brad Noonan |                |
| 2017 | Mustang Island                             | Bill                       |                |
| 2018 | Thunder Road                               | Dustin Zahn                |                |
| 2018 | Hold the Dark                              | Shan                       |                |
| 2019 | Kindred Spirits                            | Alex                       |                |
| 2020 | The Hunt                                   | Oliver Fauxnvoy            |                |
| 2020 | I Care a Lot                               | Feldstrom                  |                |
| 2023 | Oppenheimer                                | Lloyd K. Garrison          |                |
| 2023 | The Toxic Avenger                          | Dennis                     |                |
| 2023 | Lousy Carter                               | Dick Anthony               |                |
| 2024 | The Thicket                                | TBA                        | Post-producció |

### Televisió
| Any  | Títol    | Director | Guionista | Notes              |
| ---- | -------- | -------- | --------- | ------------------ |
| 2019 | Room 104 | Sí       | Sí        | Episodi "The Plot" |

Papers d'actor
| Any     | Títol              | Paper            | Notes      |
| ------- | ------------------ | ---------------- | ---------- |
| 2019    | Swamp Thing        | Phantom Stranger | 3 episodis |
| 2021–22 | Reservation Dogs   | Rob              | 2 episodis |
| TBA     | The Sensitive Kind | TBA              |            |